# トマス・ハンマー (第4代準男爵)

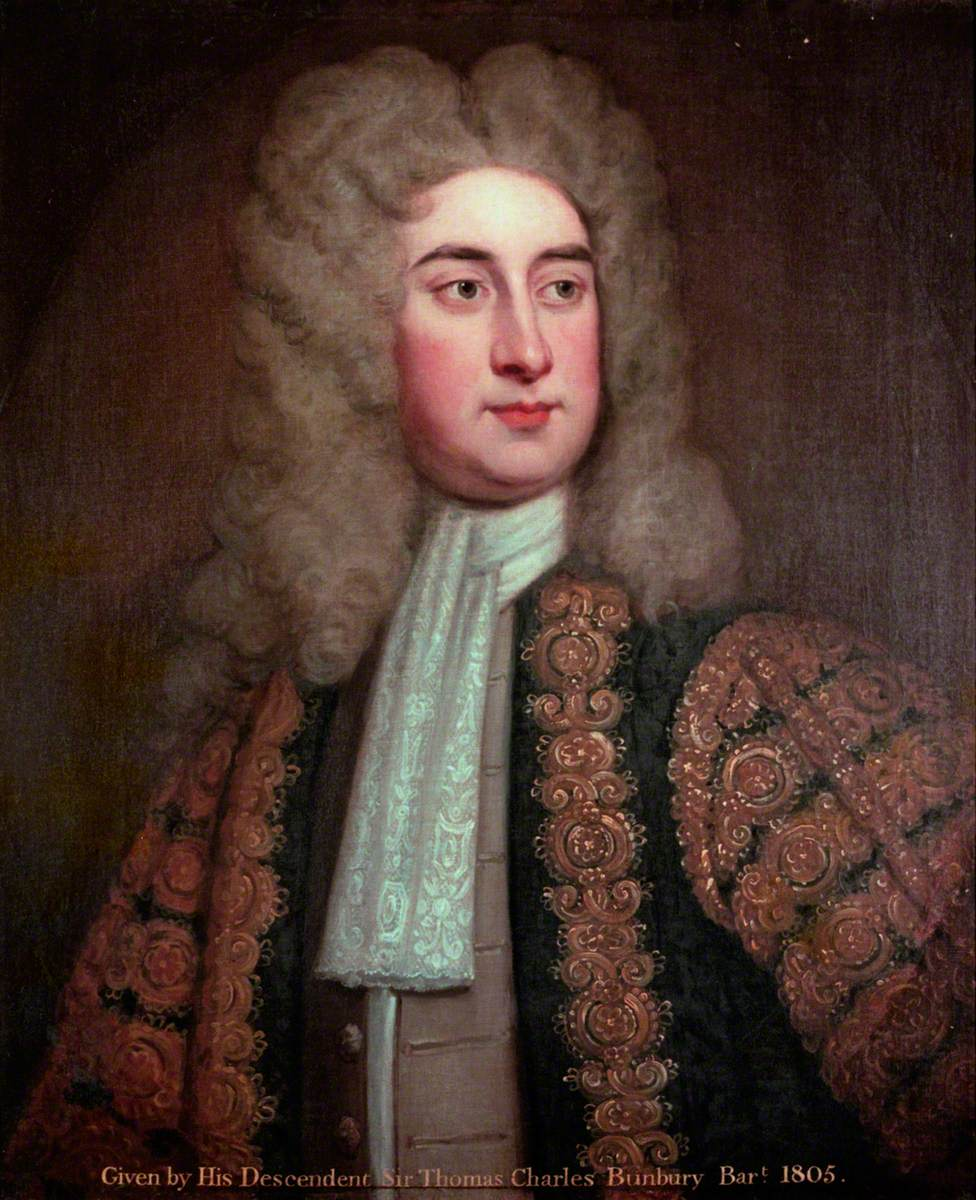
ゴドフリー・ネラーによる肖像画

第4代準男爵サー・トマス・ハンマー（英語: Sir Thomas Hanmer, 4th Baronet、1677年9月24日 – 1746年5月7日）は、イギリスの政治家。1714年から1715年まで庶民院議長を務めた。2度目の結婚相手がトマス・ハーヴィーと駆け落ちしたことで当時の話題になった。そのほかに、ウィリアム・シェイクスピアの作品を編集した人物の1人としても知られている。

## 生涯

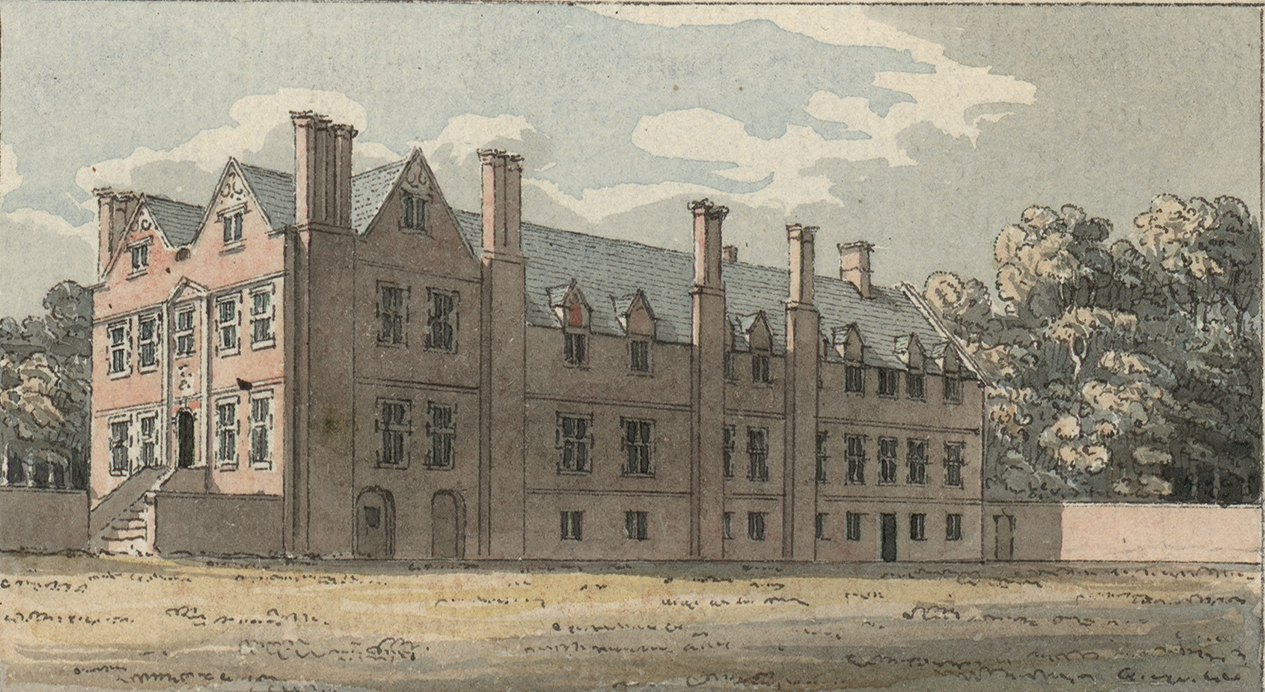
1770年代のベティスフィールド

ウィリアム・ハンマー（William Hanmer、1648年頃 アンジェ – 1678年頃、第2代準男爵トマス・ハンマーの2度目の結婚で生まれた息子）とペレグリン・ノース（初代準男爵ヘンリー・ノースの娘および相続人）の息子として生まれた。
ウェールズのレクサム近くのベティスフィールド・パークにある祖父第2代準男爵トマス・ハンマーの邸宅にて、夜10時から11時頃に生まれた。父ウィリアムはトマスが幼児の頃に死去し、トマスはベリー・セント・エドマンズ、ウェストミンスター・スクール、オックスフォード大学クライスト・チャーチ（1693年10月17日に入学）で教育を受けた。ハンマーの指導教員はロバート・フレンドであり、フレンドは1699年にウェストミンスター・スクールの副校長に任命され、1711年から1733年には校長を務めた。しかし、ハンマーのLL.D.の学位は1705年にケンブリッジ大学でCom. Reg.により得たものである。
1701年、伯父にあたる第3代準男爵サー・ジョン・ハンマーが決闘により死去、子供を残さなかったためトマス・ハンマーは準男爵を継承した。
トマス・ハンマーは高教会派でトーリー党に所属しており、1701年から1702年までセットフォード選挙区の議員を務め、以降は1702年から1705年までフリントシャー選挙区の、1705年から1708年までセットフォード選挙区の、1708年から1727年までサフォーク選挙区の議員を務めた。1714年2月に全会一致で庶民院議長に選出された。当時の政府はトーリー党政権だったが、トーリー党はハンマーのようにプロテスタントの王位継承を維持しようとした党派と、ジェームズ老僭王を支持するジャコバイトとで分裂した。1714年8月にアン女王が死去すると、王位を継承したジョージ1世はホイッグ党のみで構成される政府を任命、1715年1月には庶民院が解散された。続く1715年イギリス総選挙の後、ハンマーは庶民院議長選挙に推薦されず、代わりにスペンサー・コンプトン（後の初代ウィルミントン伯爵、イギリス首相）が1715年3月17日に議長に選出された。ハンマーは議長になれなかったものの、その後も1727年まで議員を務めた。1717年に王太子ジョージに接近してトーリー党の復権を目指したが失敗、トーリー党は以降1760年にジョージ3世が即位するまで公職につけなかった。
1722年、母の出身地であるサセックスのミルデンホール（Mildenhall）に私立救貧院を創設した。また、1739年に創設された捨子養育院では初代総裁の1人であり、後に芸術の中心地にもなった。

## 文学活動
ハンマーの『シェイクスピア全集』（Shakespeare）はフランシス・ヘイマンとユベル＝フランソワ・グラヴロによる36枚の挿画があり、1743年から1744年にかけてオックスフォードで出版された。『The Cambridge History of English and American Literature』によると、「印刷と装丁が見事だったため、値段が9ギニーまで上がり、一方ウォーバートンの版は18シリングだった」という。
しかし、ハンマーの編集はアレキサンダー・ポープの版とルイス・セオバルドの版からとったものと、自身の推測も含まれており、しかもどの部分が他人の版からとったものでどの部分が自身の推測であるかが明示されていなかったため、現代では評価が低く、『The Oxford Shakespeare』の編集者は『William Shakespeare: A Textual Companion』が「18世紀においても悪い出来」と酷評した。
また、ハンマーはシェイクスピア全集の出版でポープの諷刺詩の対象になり、『愚物列伝』ではモンタルト（Montalto、Book IV, 105ff.）という名前で登場、脚注（Book IV, 113.）で「高名な人物で、偉大な作家の華美な全集を自腹で出版する予定である」（An eminent person, who was about to publish a very pompous Edition of a great Author, at his own expense、強調は原文通り）と紹介された。
なお、ハンマーの編集には価値がある部分もあり、後の版でも採用されたものがある。
1746年にミルデンホールで死去、ハンマーで埋葬された。2度の結婚とも後継者が生まれなかったため、準男爵位は断絶した。

## 家族と不祥事

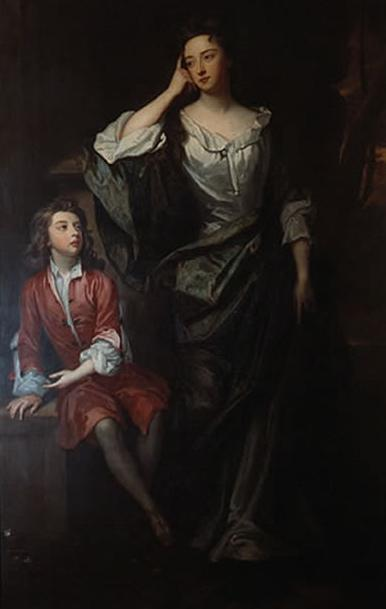
ハンマーの1人目の妻イサベラと亡夫との間の息子チャールズ、ゴドフリー・ネラー作。

1698年、初代アーリントン伯爵ヘンリー・ベネットの娘および相続人で初代グラフトン公爵ヘンリー・フィッツロイの未亡人イサベラと結婚した。
イサベラが1723年に亡くなった後、ハンマーは1725年にエリザベス・フォルクス（トマス・フォルクスの娘）と結婚したが、2人の年齢差が大きく、エリザベスがシェイクスピアを好まなかったこともあり仲は良くなかった。結婚から数年後、エリザベスは初代ブリストル伯爵ジョン・ハーヴィーの息子トマス・ハーヴィーと駆け落ち、さらに息子トマスまでもうけた。以降ハーヴィーとハンマーはエリザベスの父の遺産をめぐって長年の法廷闘争を続けた（ハーヴィーはエリザベスに継承権があると主張し、ハンマーはエリザベスの父が遺産を婿にのみ残し、エリザベスに継承権はないと主張した）。エリザベスは1741年に死去した。ハンマーはハーヴィーを「起訴する」と脅した（実質的には姦通罪で民事訴訟を起こすという意味とされる）が、結局ハンマーが訴えを起こすことはなかった。

## 関連図書
- Wood, James, ed. (1907). "Hanmer, Sir Thomas" . The Nuttall Encyclopædia (英語). London and New York: Frederick Warne.